# Yağmur Çakmak
Yağmur Çakmak (ur. 22 kwietnia 2001) – turecka zapaśniczka walcząca w stylu wolnym. Zajęła jedenaste miejsce na mistrzostwach świata w 2022.
Piąta na mistrzostwach Europy w 2022. Trzecia na ME U-23 w 2022 roku.